# Publio Papinio Stazio
Publio Papinio Stazio (in latino Publius Papinius Statius; Napoli, 45 circa – 96 circa) è stato un poeta romano e uno dei principali esponenti della poesia epica dell'età flavia, assieme a Silio Italico e a Valerio Flacco..
È generalmente conosciuto per essere l'autore di due poemi epici: la Tebaide (Thebais), poema in XII libri che narra la guerra dei sette contro Tebe e la lotta dei fratelli Eteocle e Polinice, e l'Achilleide (Achilleis), poema sulla vita e le gesta di Achille, rimasta incompiuta al II libro (la giovinezza del Pelide). Fu inoltre autore di una raccolta di 32 componimenti, le Silvae. È anche noto per la sua presenza nella Divina Commedia di Dante Alighieri, dove svolge la funzione di guida del Purgatorio

## Biografia
Nato a Napoli intorno al 45 circa, figlio d'un retore italiota (elemento non trascurabile, questo, nella sua formazione poetica) originario di Velia (antica colonia magnogreca della Lucania), Stazio incarna - forse più di altri - la figura del poeta "professionista". Si trasferì a Roma per tentare la fortuna durante l'impero di Domiziano e, in breve tempo, effettivamente si guadagnò - nelle recitazioni pubbliche e nelle gare poetiche - il favore del pubblico e dei grandi signori, che divennero suoi protettori.
D'ingegno duttile e versatile, in questo primo periodo compose libretti per mimi e, oltre al suo primo poema epico, la Tebaide, alcune Silvae, componimenti lirici di circostanza in uno stile facile ed elegante. Ma, dopo alcuni rovesci, nonostante le preghiere insistenti della moglie Claudia, una musicista, decise di abbandonare la città per far ritorno in Campania, dove condusse lo stesso genere di esistenza di poeta mondano al servizio dei nobili romani, che in quella regione approdavano in massa per i loro soggiorni primaverili ed estivi. A Napoli, forse, trovò la morte nel 96.

## Opere

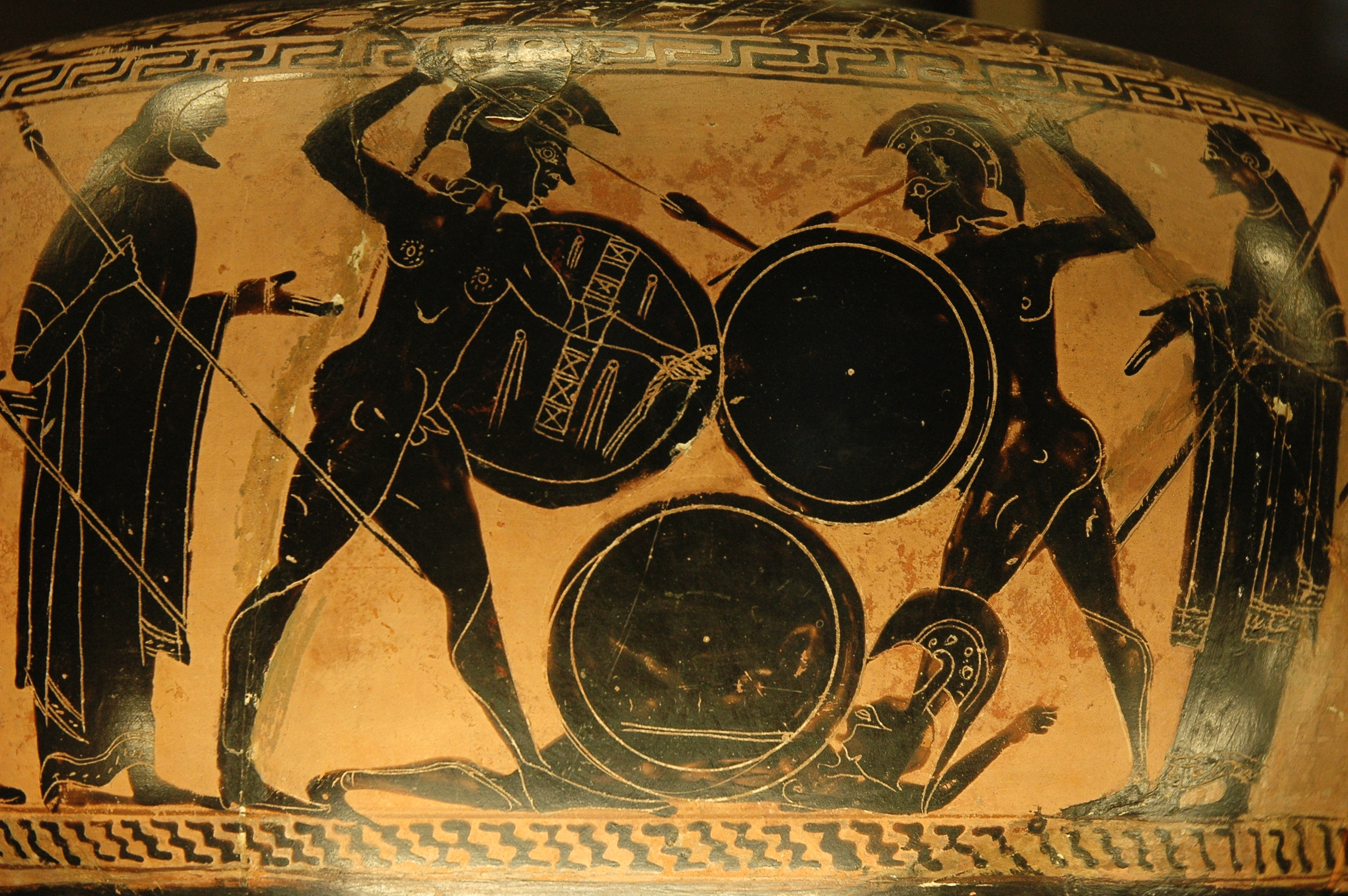
Combattimento di opliti sotto le mura di Tebe, Museo del Louvre

La produzione poetica di Stazio è abbondante e comprende diverse opere, tre delle quali pervenuteci.
Il capolavoro staziano, la Tebaide, pubblicata nel 92, è in 12 libri e narra la lotta fra i due fratelli Eteocle e Polinice per la successione in Tebe al trono di Edipo (ma anche se il tema è mitologico, dotato di un complesso apparato divino, la vera sostanza del contenuto riporta irresistibilmente verso la Pharsalia di Lucano). In un insolito epilogo programmatico, Stazio dichiara poi di avere un modello altissimo, anche se preso coi dovuti rispetti: l'Eneide, di cui le due esadi riproducono fedelmente la metà odissiaca di preparazione e quella iliadica di guerra.
In verità, i modelli poetici sono molti: Stazio dimostra una buona conoscenza della tragedia greca (Eschilo) e forse anche di alcuni poemi ciclici (Antimaco di Colofone) o di loro riassunti. Talora (oltre che l'Omero mediato da Virgilio) appaiono anche modelli più insoliti: Euripide, Apollonio Rodio, persino Callimaco (e gli alessandrini in genere); infine, lo stile narrativo e la metrica risentono della lezione tecnica di Ovidio, mentre la sua immagine del mondo dell'influsso di Seneca, da cui mutua anche, volendo, il gusto dell'orrido e la tendenza al patetico (caratteristiche comunque comuni alla letteratura del tempo).
Insomma, proprio qui - ovvero nel contrasto tra fedeltà alla tradizione virgiliana e le inquietudini modernizzanti - sta il vero centro dell'ispirazione epica di Stazio. Tuttavia, nonostante tale costellazione di influssi, e nonostante l'abbondanza di episodi minuti e di "miniature" sentimentali o pittoresche, l'opera non manca affatto di unità: anzi, il difetto tipico sono piuttosto gli ossessivi "corsi e ricorsi" a motivi e atmosfere: tutta la storia risulta, ad esempio, dominata da una ferrea "necessità universale" (la cui funzione è enfatizzata in un apparato divino come detto tipicamente virgiliano), che appiattisce le cose, gli uomini e le stesse divinità (è qui che Stazio si avvicina invece più a Lucano).
Dopo il poema tebano, Stazio si proponeva un ulteriore magnum opus con la Achilleide che, interrotta all'inizio del II libro per la morte del poeta, sarebbe stato un poema epico sull'educazione e le vicende della vita di Achille: ma la narrazione giunge fino alla partenza dell'eroe per Troia. Il tono è più disteso e idillico che nella barocca Tebaide, benché nell'opera tutta si evidenzi una forte accentuazione della componente etica.
Di estrema rilevanza per ricostruire lo sfondo culturale e sociale dell'autore e dell'epoca sono le Silvae, una raccolta di 32 componimenti poetici d'occasione divisi in 5 libri, per un totale di circa 3300 versi. Ciascun libro è preceduto da un'epistola dedicatoria in prosa. I primi 4 libri furono pubblicati tra il 92 e il 95; il quinto uscì probabilmente dopo la morte dell'autore. Il metro prevalente è l'esametro: dei 32 componimenti solo quattro sono in endecasillabi faleci, uno è un'ode saffica e un altro è un'ode alcaica. Il titolo Silvae allude alla varietà dei contenuti della raccolta ("materiale vario"), e anche al loro stato di "abbozzo", di poesia composta con rapidità e quasi improvvisando ("materiale grezzo").
Tra le poesie contenute nelle Silvae si trovano epicedi per la morte di persone o anche di animali, epitalami, encomi, genetliaci, poesie di ringraziamento, descrizioni, per lo più collocate in contesti encomiastici, mentre alcuni carmi sono di argomento autobiografico. Vi rientra anche una poesia sulla via Domiziana che oltre a sottolineare il progresso portato dalla nuova strada, facendo elogi all'imperatore, è tra l'altro un'interessante testimonianza sulla costruzione delle strade romane.
Opere andate perdute sono invece il De bello germanico, poema sulle campagne germaniche di Domiziano, e Agave, pantomima di successo, ricordata da Giovenale.

## Fortuna

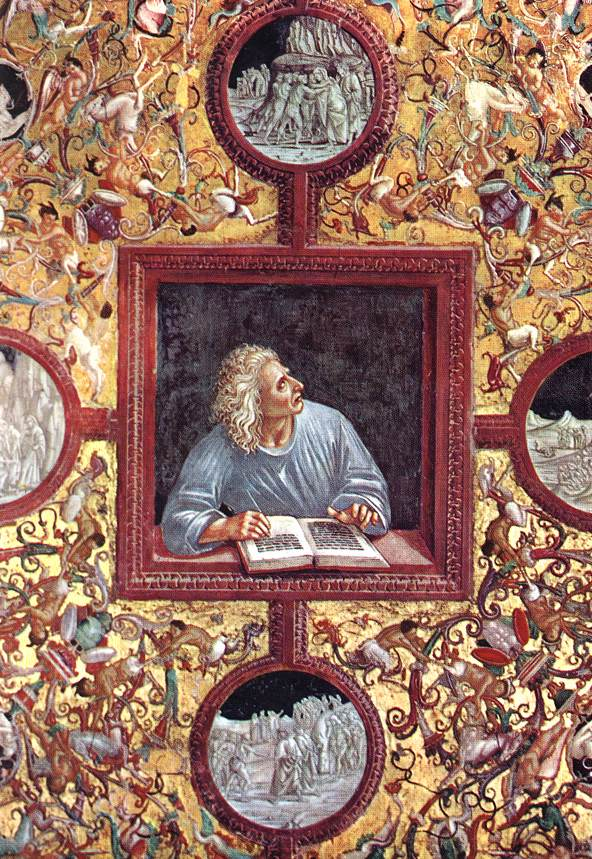
Ritratto immaginario di Stazio; affresco di Luca Signorelli dal ciclo delle Storie degli ultimi giorni, cappella di San Brizio, Duomo di Orvieto (1499-1502)

Stazio compare nella Divina Commedia come accompagnatore di Dante, assieme a Virgilio, nel canto XXI del Purgatorio. Dante, infatti, unico tra i suoi contemporanei a quanto se ne sa, credeva che il poeta si fosse convertito al Cristianesimo, sempre grazie a Virgilio, suo mentore certo nella poesia, che il Medioevo considerava precursore e profeta dell'avvento di Cristo. Tale convinzione fu facilitata dall'oblio da cui erano avvolte ancora al tempo di Dante le Silvae, che avrebbero illuminato aspetti privati della personalità di Stazio. Ma, anche prima di Dante, la Tebaide costituiva un'importante fonte di ispirazione per gli scrittori medievali che aspiravano allo sviluppo di un'epica allegorica.
Lo stesso Dante, difatti, attinge dalla Tebaide, per esempio per il noto episodio dedicato alla figura del conte Ugolino (Inferno, canto XXXII), ispirato al crudo episodio di Tideo e Melanippo (Tebaide, libro VIII, vv. 733 ss.); oppure per l'immagine delle due lingue di fuoco che ospitano gli spiriti di Ulisse e Diomede (Inferno, canto XXVI), chiaramente ispirata alla scena del libro XII della Tebaide, dove i defunti fratelli Eteocle e Polinice si trovano a dividere lo stesso rogo funebre e nemmeno nella morte gli spiriti dei due fratelli trovano pace: il fuoco infatti si divide in due lingue distinte, in un'avversione senza fine.
Dante in realtà lo confonderebbe con Lucio Stazio Ursulo, noto retore vissuto ai tempi di Nerone e nativo di Tolosa. Tale confusione risalirebbe ad autori latini tardoantichi come san Girolamo e Fulgenzio.